# Idiocera (Idiocera) bipilata
Idiocera (Idiocera) bipilata is een tweevleugelige uit de familie steltmuggen (Limoniidae). De soort komt voor in het Oriëntaals gebied.